# James Kwast
Jacob James Kwast né le 23 novembre 1852 à Nijkerk (Pays-Bas) mort le 31 octobre 1927 à Berlin, est un pianiste et pédagogue néerlandais.

## Biographie
James a d'abord étudié avec son père et Ferdinand Bohme. Ensuite il est admis au Conservatoire de Leipzig dans la classe de Carl Reinecke et Ernst Friedrich Richter. À Berlin, il se perfectionne avec Theodor Kullak et Wöerst. Il a aussi reçu les conseils de Louis Brassin et François Auguste Gevaert au Conservatoire de Bruxelles.
James Kwast enseigne le piano d'abord à Cologne de 1874 à 1883, puis au Conservatoire Hoch de Francfort de 1883 à 1903. S'installant à Berlin, il fut professeur au Conservatoire Klindworth-Scharwenka de 1903 à 1906 et après cette date au Conservatoire Stern.
Il épouse Tony Hill (décédée en 1931) qui est une fille du compositeur Ferdinand Hiller. Leur fille, Mimi Kwast (1879-1926) épouse en 1899 le compositeur Hans Pfitzner : il avait été un élève de James Kwast au Conservatoire de Francfort de 1886 à 1890. 
La seconde femme de James Kwast est une élève de Max Reger, Frieda Hodapp (1880-1948).
James Kwast a composé un concerto pour piano et quelques pièces pour piano. Il aussi publié quelques transcriptions, dont le Prélude et Fugue en sol mineur (BWV 535) de Bach. Il est aussi l'éditeur des œuvres pour piano de Joseph Haydn.
Max Reger lui a dédié ses Variations sur un thème de Telemann, op. 134, créées au Conservatoire de Berlin, le 10 mars 1915 ; tandis que son épouse, Frieda Hodapp-Kwast, s'est vu dédier le Concerto pour piano, op. 114 (1910). Frieda a gravé les Variations pour Welt-Mignon en août 1920 (no 3413/14).

## Élèves
- 1886–1890 : Hans Pfitzner
- 1895 : Percy Grainger
- Carl Friedberg
- Ethel Leginska
- 1905–1908 : Ilse Fromm-Michaels
- 1917–1923 : Julius Herford
- Walter Braunfels
- Otto Klemperer
- Walter Burle Marx